# وليام آرمسترونغ
وليام جورج آرمسترونغ (بالإنجليزية: William George Armstrong)‏، (البارون آرمسترونغ الأول)، (26 نوفمبر 1810 - 27 ديسمبر 1900)، كان أحد الصناعيين الإنجليز، والذي أسس مصنع آرمسترونغ ويتوورث في تينيسايد. كان عالمًا بارزًا، ومخترعًا، ومحسنًا. بالتعاون مع المهندس المعماري ريتشارد نورمان شو، بنى في نورثمبرلاند «كراغسايد» (Cragside)، وهو أول بيت مضاء بواسطة الطاقة الكهرومائية في العالم. يُعتبر آرمسترونغ أيضًا مخترعَ المدفعية الحديثة.

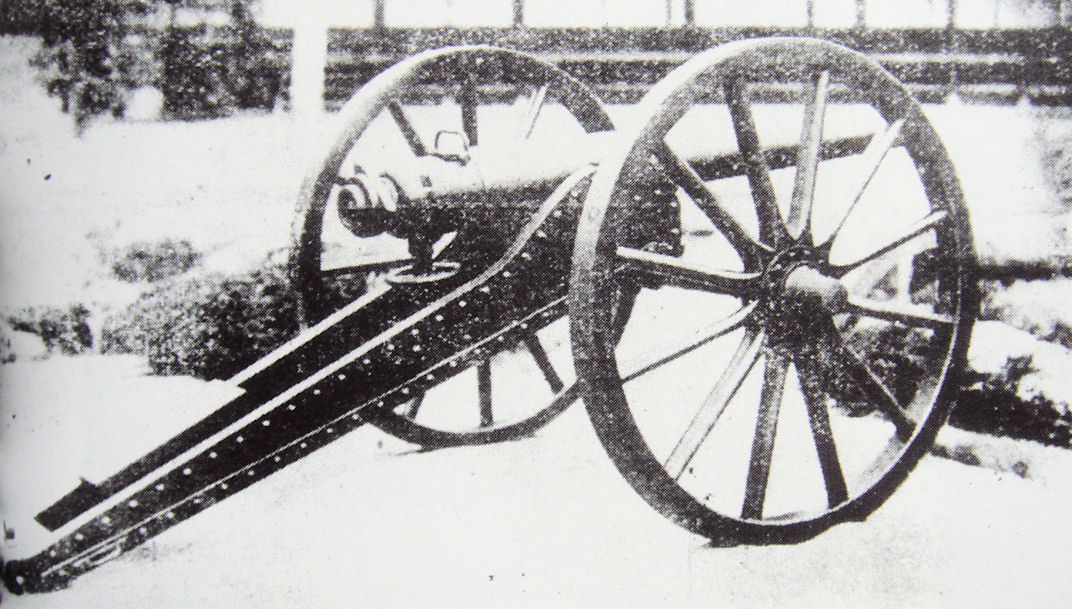
مدفع ارمسترونغ الذي نشرته اليابان خلال حرب بوشين (1868–69).

## نشأته
ولد آرمسترونغ في نيوكاسل أبون تاين في شيلدفيلد على بعد ميل واحد تقريبًا من وسط المدينة. لم يعد المنزل الذي وُلد فيه موجودًا، إلا أنَّ لوحًا من الغرانيت يُشير إلى الموقع الذي كان فيه. كانت تلك المنطقة في ذلك الوقت ريفية. كان والده، الذي دُعي وليام أيضًا، تاجرًا للذرة على رصيف ميناء نيوكاسل، وارتقى في مجتمع نيوكاسل ليصبح عمدة المدينة في عام 1850.
تلقى آرمسترونغ تعليمه في مدرسة النحو الملكية في نيوكاسل أبون تاين حتى سن السادسة عشرة عندما ذهب إلى مدرسة بيشوب أوكلاند للنحو. زار في أثناء وجوده هناك بشكل متكرر الأعمال الهندسية لوليام رامشاو. التقى خلال زياراته بزوجته مارغريت، وهي ابنة رامشاو. 

## تغير مسيرته
كان آرمسترونغ صيادًا يعشق الصيد، وحين كان يصطاد في نهر دي في دنتدال في ولاية بينينيس، رأى ناعورة تعمل على تزويد مقلع الرخام بالطاقة. صُدم آرمسترونغ بكمية الطاقة المتاحة التي أُهدرت. صمم محركًا دوارًا يعمل بالماء عندما عاد إلى نيوكاسل، وبُني المحرك خلال أعمال بناء الجسر العالي لصديقه هنري واتسون. لم يلقَ المحرك اهتمامًا كبيرًا لسوء حظه. طور آرمسترونغ بعد ذلك محرك المكبس (المحرك المتردد) بدلًا من المحرك الدوار، وظن أنه قد يكون مناسبًا لتشغيل رافعة هيدروليكية. في عام 1846، اعترف بعمله عالمًا هاويًا عندما أصبح زميلًا في الجمعية الملكية.
أُعلن آرمسترونغ في عام 1845 عن مخطط لتوفير المياه ونقلها بالأنابيب من الخزانات البعيدة إلى منازل نيوكاسل، وشارك في رسمه واقترح على شركة نيوكاسل أن يستخدم ضغط المياه الزائد في الجزء السفلي من المدينة لتشغيل رافعة رصيف الميناء بتصميم وضعه خصيصًا لذلك. ادعى أن الرافعة الهيدروليكية الخاصة به يمكنها تفريغ السفن بشكل أسرع وأرخص من الرافعات التقليدية. وافقت الشركة على اقتراحه، وأثبتت التجربة نجاحها، إذ وضعت ثلاث رافعات هيدروليكية أخرى على رصيف الميناء.
أدى نجاح الرافعة الهيدروليكية التي صممها آرمسترونغ إلى تفكيره بإنشاء شركة لتصنيع الرافعات والمعدات الهيدروليكية الأخرى، ولذلك استقال من منصبه. دعمه زميله دونكين في خطوته المهنية، إذ قدم الدعم المالي للمشروع الجديد. اشترت شركته في عام 1847 ما قُدر بـ 5.5 فدان (22,000 متر مربع) من الأرض بجانب نهر في إلسويك بالقرب من نيوكاسل، وبدأ ببناء مصنع هناك. تلقت الشركة الجديدة طلبات للحصول على رافعات هيدروليكية من إدنبرة وشركة السكك الحديدية الشمالية وميناء ليفربول، وأيضًا لتوفير الآلات الهيدروليكية لبوابات الرصيف في غريمسبي. سرعان ما بدأت الشركة بالتوسع، وأنتجت في عام 1850 نحو 45 رافعة، ثم 75 رافعة بعد ذلك بعامين. بلغ متوسط إنتاجها 100 رافعة في السنة لبقية القرن. في عام 1850، عمل لديه أكثر من 300 رجل، وارتفع هذا العدد في عام 1863 إلى 3,800 رجل. سرعان ما تفرعت الشركة وأسست قسمًا لبناء الجسور، وكان جسر إينفيرنيس من أوائل الجسور التي بنتها الشركة، واكتمل في عام 1855. 

## التسليح
قرأ آرمسترونغ خلال حرب القرم في عام 1854 عن الصعوبات التي واجهها الجيش البريطاني في تحريك المدافع الميدانية الثقيلة. قرر تصميم مدفع ميداني أخف وزنًا وأسهل تحريكًا مع مدى ودقة أكبر. صمم مدفعًا يتلقى الذخيرة من الخلف مصنوعًا من الحديد المطاوع وملفوفًا حول بطانة داخلية من الصلب، ومصممًا لإطلاق قذيفة مدفعية، لا كرة. صمم في عام 1855 مدفعًا عياره 5 باوندات جاهزًا للمعاينة من قبل لجنة حكومية. أثبت التصميم نجاحه، لكن اللجنة كانت بحاجة إلى بندقية ذات عيار أعلى، لذلك صنع آرمسترونغ مدفعًا عياره 18 باوندًا بنفس التصميم.

## مزيد من القراءة
- Henrietta Heald (2012), William Armstrong: Magician of the North. Alnwick, Northumberland: McNidder & Grace. ISBN 978-0-85716-042-3.
- Ken Smith (2005), Emperor of Industry: Lord Armstrong of Cragside. Newcastle: Tyne Bridge Publishing, 48pp. ISBN 1-85795-127-1.

### منشورات
- Armstrong، W.G. (18 أبريل 1840)، "On the application of a column of water as a motive power for driving machinery"، The Mechanic's Magazine، J.C. Robertson، ج. 32، ص. 530–536, illus. p.529، مؤرشف من الأصل في 2020-01-26
- Armstrong، W. G. (1868). "On the transmission of power by water pressure, with the application to railway goods stations, forge and foundry cranes, and blast‐furnace hoists". Proceedings of the Institution of Mechanical Engineers. معهد المهندسين الميكانيكيين. ج. 19 ع. 1868: 21–26. DOI:10.1243/PIME_PROC_1868_019_007_02. مؤرشف من الأصل في 2020-01-26.
- Armstrong، W. G. (1869)، "Description of the hydraulic swing bridge for the North Eastern Railway over the River Ouse near Goole"، Proceedings of the Institution of Mechanical Engineers، Institution of Mechanical Engineers، ج. 20، ص. 121–126، DOI:10.1243/PIME_PROC_1869_020_013_02، مؤرشف من الأصل في 2016-04-11, Plates: 17-24

## وصلات خارجية
- وليام آرمسترونغ على موقع الموسوعة البريطانية (الإنجليزية)

- أعمال أو نبذة عن وليام آرمسترونغ على أرشيف الإنترنت
- William Armstrong website

| Professional and academic associations | Professional and academic associations                                                            | Professional and academic associations |
| -------------------------------------- | ------------------------------------------------------------------------------------------------- | -------------------------------------- |
| سبقه جيمس كينيدي ‏                      | رئيس of the معهد المهندسين الميكانيكيين 1861–1862                                                 | تبعه Robert Napier ‏                    |
| سبقه John Penn ‏                        | رئيس of the معهد المهندسين الميكانيكيين 1868–1869                                                 | تبعه John Ramsbottom ‏                  |
| سبقه James Abernethy                   | قائمة رؤساء معهد المهندسين المدنيين ‏ of the معهد المهندسين المدنيين December 1881 – December 1882 | تبعه James Brunlees                    |
| Peerage of the United Kingdom          |                                                                                                   |                                        |
| ابتكارٌ حديث                            | Baron Armstrong 1887–1900                                                                         | Extinct                                |